# Keith Connor
KeithLeroy Connor (ur. 16 września 1957 w South Hill na Anguilli) – brytyjski lekkoatleta, który specjalizował się w trójskoku.
Dwukrotnie startował w igrzyskach olimpijskich (Moskwa 1980 – 4. miejsce oraz Los Angeles 1984 – brązowy medal). W 1982 roku w Atenach wywalczył tytuł mistrza Europy, a w 1978 został halowym wicemistrzem Starego Kontynentu. Trzeci zawodnik uniwersjady w Bukareszcie (1981). Dwa razy w karierze – w 1978 oraz 1982 – stawał na najwyższym podium igrzysk Wspólnoty Narodów. W latach 1978–1982 trzy razy ustanawiał rekordy Wielkiej Brytanii na otwartym stadionie. W 1981 ustanowił nieoficjalny halowy rekord świata (17,31). Medalista mistrzostw kraju oraz uczestnik pucharu Europy. Czterokrotny mistrz NCAA. Rekord życiowy: hala – 17,31 (13 marca 1981, Detroit); stadion – 17,57 (5 czerwca 1982, Provo). Ten drugi wynik był drugim rezultatem w historii lekkoatletyki oraz do 1985 roku rekordem Europy.

## Osiągnięcia
| Rok  | Impreza                    | Miejsce     | Pozycja           | Wynik |
| ---- | -------------------------- | ----------- | ----------------- | ----- |
| 1977 | Finał pucharu Europy       | Helsinki    | 4. miejsce        | 16,17 |
| 1978 | Halowe mistrzostwa Europy  | Mediolan    | 2. miejsce        | 16,53 |
| 1978 | Mistrzostwa Europy         | Praga       | 6. miejsce        | 16,64 |
| 1978 | Igrzyska Wspólnoty Narodów | Edmonton    | 1. miejsce        | 17,21 |
| 1980 | Igrzyska olimpijskie       | Moskwa      | 4. miejsce        | 16,87 |
| 1981 | Uniwersjada                | Bukareszt   | 3. miejsce        | 16,88 |
| 1982 | Igrzyska Wspólnoty Narodów | Brisbane    | 1. miejsce        | 17,81 |
| 1982 | Mistrzostwa Europy         | Ateny       | 1. miejsce        | 17,29 |
| 1983 | Mistrzostwa świata         | Helsinki    | el. – 15. miejsce | 16,18 |
| 1983 | Finał A pucharu Europy     | Londyn      | 4. miejsce        | 16,62 |
| 1984 | Igrzyska olimpijskie       | Los Angeles | 3. miejsce        | 16,87 |